# Маронити
Маронити (арап. الموارنة, Al-Mawārinah; сир. ܡܖ̈ܘܢܝܐ, Marunoye сиријска су хришћанска етнорелигијска група поријеклом из источног Средоземља и Леванта (нарочито Либана), вјерници Маронитске цркве. Највећа концентрација традиционално је била у близини планине Либан у савременом Либану. Маронитска црква је источна католичка -sui iuris}- помјесна црква у пуној заједници са папом римским и остатком Католичке цркве.
Маронити су добили име по Марону Сиријском, сиријском хришћанину чији су се сљедбеници мигрирали на подручје планине Либан из околине Антиохије и основали језгро Маронитске цркве.
Хришћанство у Либану има дугу и непрекидну историју. Ширење хришћанства у Либану било је веома споро тамо гдје је паганство опстало, нарочито у планинским упориштима планине Либан. Током 5. вијека, Марон Сиријски је послао Аврама Каријског, који се често назива апостолом Либана, да преобрати још увијек бројно паганско становништво Либана у хришћанство. Становници области су ријеку Адонис преименовали у Аврам, након што је Аврам Каријски тамо проповиједао.
Рани Маронити били су хеленизовани Семити, старосједеоци византијске Сирије који су говорили грчки и сиријски, али се поистовјећивали са становницима Константинопоља и Антиохије који су говори грчки. Успијевали су да задржи свој независни статус у планини Либан и њеном приобаљу након муслиманског освајања Леванта, задржавајући своју хришћанску вјероисповијест, па чак и свој посебан либански арамејски све до 19. вијека. Док се Маронити идентификују првенствено као домаћи Либанци маронитског поријекла, многи се идентификују као Арапи хришћани. Други се идентификују као потомци Феничана. Неки Маронити тврде да су мардаитског поријекла, док други историчари, као што сиријски католички надбискуп Дамаска Клемент Џозеф Дејвид, то одбацују.
Масовно исељавање у Америку на почетку 20. вијека, глад током Првог свјетског рата која је усмртила око једне трећине до половине становништва, сукоб на планини Либан 1860. и Либански грађански рат 1975—1990. увелико су смањили њихов број у Леванту; међутим, Маронити данас чине више од једне четвртине укупне популације савременог Либана. Иако су концентрисани у Либану, Маронити су такође присутни у остатку Леванта, као и значајан дио у либанском расијању у Америци, Европи, Аустралији и Африци.
Маронитска црква, под маронитским католичким патријархом Антиохије, има огранке у скоро свим земљама у којима постоје заједнице Маронита, како у Леванту, тако и у либанској дијаспори.
Маронити и Друзи су основали данашњи Либан у почетком 18. вијека, кроз владајући и друштвени систем познат као „маронитско-друски дуализам” у османском Мутасарифату Планина Либан. Сви либански предсједници, осим Шарла Дебаса и Петра Трада, били су Маронити као дио континуиране традиције Националног пакта, по коме је премијер био сунитски муслиман, а предсједник Парламента шиитски муслиман.

## Етимологија
Маронити су име добили по Марону Сиријском, сиријском хришћанском свецу из 4. вијека којег поштују бројне хришћанске традиције. Честога повезују са Јованом Мароном, првим маронитским патријархом, који је био патријаршијском трону од 685. до 707. године.

## Историја
Културни и језичко насљеђе Либанаца је мјешавина многих народа који су владали земљом вијековима. Либански биолог Пјер Залуа, који је учествовао у Пројекту Генографија Националног географског друштва, у интервјуу из 2013. је истакао да су генетске варијације претходила религијским варијацијама и подјелама: „Либан је већ имао добро диференциране заједница са сопственим генетским особеностима, али не и значајним разликама, а религије су дошле као слојеви боје на врху. Не постоји јасан образац који показује да једна заједница носи знатно више [гена] Феничана од друге.”
Иако је хришћанство постојало у римској Феникији још од времена Апостола, хришћани су били мањина међу већинским паганима до 380. године, када је цар Теодосије I издао Солунски едикт. Приобални градови Тир и Сидон остали су просперитетни током римске владавине, али Феникија више није била поморска империја као прије неколико вијекова, а сјеверно од Берита (Бејрута) и планине Либан концентрисани су велики дио интелектуалних и религијских дјелатности. У приморским градовима подигнуто је врло мало римских храмова, што је могући разлог за доминацију паганства у унутрашњости.
Маронитски покрет је на подручје Либана дошао 402. када је Аврам Киријски, први ученик Марона Сиријског, схватио да у Либану има много нехришћана и зато је кренуо с преобраћањем становника приобалних градова и планине Либан. Маронити су слиједили Халкидонски сабор 451, одбацујући и монофизитство и миафизитство ради одржавања пуног јединства са јединственом Црквом. У Халкидонском покољу 517. страдало је 350 маронитских монаха. Неки извори наводе да је покољ извршен по наређењу монофизитског цара Анастасија I, док други приписују миафизитским јаковитским Сиријцима.
Након муслиманског освајања Леванта 637, хришћани који су живјели у низијама и приобалним градовима почели су се селити на планину Либан и у градове на самој обали, који нису нарочито занимали Арапе муслимане; подручје које чине регије које се протежу од Сидона на југу до Батруна и јужно од Триполија на сјеверу. Арапски освајачи су се населили у разним приморским градовима како би смањили уплитање Византије, иако нису били заинтересовани за поморску трговину. Пошто их планине нису привлачиле, хришћани су наставили да се досељавају на планину Либан. Хришћани који су одлучили да остану у подручјима која су освојили и населили Арапи, постепено су постали мањина и многи од њих су прешли на ислам, како би избјегли порезе и стекли политички и професионални напредак.
Јован Марон је 685. поставио први патријарх Маронитске цркве. Постављање патријарха разбјеснило је византијског цара, што је довело до византијског прогона Маронита. Послије византијских прогона у долини Оронта, многи маронитски монаси напустили су то подручје и склонили се у планине Либана. Маронитска заједница селила се од средине 7. до 8. вијека, крећући се из долине Оронта на планину Либан, која је постала већински хришћанска у брдима око Триполија и Библоса до 10. вијека.
Маронити су тада успјели да постану „грађански полусамоуправни”, гдје су се населили и наставили да говоре либански дијалекат арамејског у свакодневном животу, док су као литургијски користили класични сиријски.
Маронити су дочекали крсташе из Првох похода 1096. године. У касном 12. вијеку, према Виљему од Тира, Маронита је било око 40.000. Током неколико вијекова одвојености од хришћанског свијета, често су тврдили да су све вријеме били у пуној заједници са Католичком црквом.
Упркос томе, већина извјештаја оних који су са њима комуницирали у то вријеме указује на то да су били монотелити; значајне личности из тог доба као што су средњовјековни историчар Жак од Витрија и папски хроничар Виљем од Тира потврђују ово, а Виљем је забиљежио и њихову љубазност када су га примили и монотелитске ставове које су порицали; „Марова јерес и његова сљедбеника јесте и била је да су Господу нашем Исусу Христу постоји и од почетка постоји само једна воља и једна енергија, што се може сазнати из шестог сабора, који је, као што је познато, састављен против њих и у којој су претрпјели осуду. Међутим, сада су се покајали за све ове јереси и вратили се у Католичку цркву.” Маронитска заједница је присутна на Кипру од раног 9. вијека и многи Маронити су отишли тамо након пада Јерусалима под Ајубиде 1187. године.
Током папства папе римског Гргура XIII (1572——1585), предузети су кораци ка још већем приближавању Маронита Светој столици. Маронитски папски колеџ у Риму (лат. Pontificio Collegio dei Maroniti) који је основао Гргур XIII 1584. године. До 17. вијека, Маронити су развили снажну природну наклоност према Европи — нарочито према Француској.
Однос Друза и хришћана карактерише склад и миран суживот, са пријатељским односима између двије заједнице који су преовладавали кроз историју, са изузетком неких периода, укључујући грађански рат на планини Либан 1860. године. Либански Друзи су извршили покољ над хиљадама Маронита током сукоба 1860. године. Према неким процјенама, убијено је око 11.000 либанских хришћана (укључујући Мароните); преко 4000 је умрло од глади и болести од посљедица рата.
Након покоља 1860, многи Маронити су побјегли у Египат. Антониос Бачалани, Маронит из Салиме био је први исељеник у Нови свијет, када је стигао у Сједињене Државе 1854. и тамо преминуо двије године касније.

## Популација

### Либан
Према Маронитској цркви, у Либану је 1994. било око 1.062.000 Маронита, гдје они чине до 32% становништва. Према условима Националног пакта, предсједник Либана и врховни заповједник Либанских оружаних снага мора бити Маронит.

### Сирија
У Сирији постоји малобројна маронитска заједница. Према подацима из 2022, у Сирији је било 54.600 Маронита. BBC оцијенио да је 2015. у Сирији било између 28.000 и 60.000 Маронита.

### Израел и Палестина
Према подацима из 2021. у Израелу је живјело 10.000 Маронита. У Палестини и Јерусалиму према подацима из 2022. било 513 Маронита.

### Дијаспора
Према различитим изворима, процјењује се да маронитска дијаспора броји између 7 и 12 милиона, много више од маронитске популације на подручју историјске отаџбине, Либана, Сирије, Кипра и Израела и Палестине. Због културне и религијске асимилације, нарочито у Америци, многи Маронити или њихови потомци можда се неће идентификовати као Маронити или нису свјесни свог маронитског насљеђа.
Према Annuario Pontificio,  Епархија Светог Шарбела у Буенос Ајресу у Аргентини 2022. имала је 764.115 вјерника, Епархија Госпе до Либана у Сао Паулу у Бразилу 2021. имала је 521.000 вјерника,, Епархија Светог Марона у Сиднеју у Аустралији 2022. имала је 166.000 вјерника, Епархија Светог Марона у Монтреалу у Канади 2022 имала је 96.100 вјерника, Епархија Госпе Либанских мученика у Мексику 2021. имала је 167.190 вјерника, У Сједињеним Државама налазе се двије епархије Маронитске цркве. Епархија Госпе од Либана у Лос Анђелесу у Сједињеним 2021. имала је 47.480 вјерника, док је Епархија Светог Марона у Бруклину 2022. имала 24.775 вјерника.
Према Annuario Pontificio, Епархија Госпе од Либана у Паризу у Француској 2021. бројала је 51.520 вјерника. Неки белгијски Маронити су укључени у трговину дијамантима у дијамантском округу Антверпена.
Према Annuario Pontificio, Апостолски егзархат западне и средишње Африка у Ибадану у Нигерији 2022. имала је 80.000 вјерника. Егзархат покрива поред Нигерије, бројне афричке државе.

## Политичка улога

### Либан
Маронити су одиграли кључну тачку у успостављању Великог Либана под француским мандатом 1920. године. Са само два изузетка, сви либански предсједници били су Маронити као дио традиције која траје као дио Националног пакта, по коме је премијер сунитски муслиман, а предсједник Парламента шиитски муслиман.
Јединствена карактеристика либанског система је принцип „конфесионалне расподјеле”: све религијске заједнице имају одређени број посланика у Парламенту. Највећа политичка странка је Либанске снаге која већину бирача има међу Маронитима, али је подржавају и друге хришћанске конфесије у земљи. Тренутно има 19 посланика у Парламенту, од којих је 11 маронитских. Странка Катаиб је хришћанска странка са маронитском већином и бивша је милиција. Тренутно има 4 посланика у Парламенту, која сву сва хришћанска. Као милиција, играла је кључну улогу током Либанског грађанског рата, јер је контролисала сопствени маронитски кантон као дио Либанског фронта. Странку преводи породица Жмајел, позната маронитска породица са сједиштем у регионима Ашрафија и Метн, која носи насљеђе Пјера и Башира Жмајела.
Слободни патриотски покрет је странка која слиједи агенду бившег предсједника Мишела Ауна. Тренутно има 14 посланика у Парламенту. Странка има велику подршку у хришћанским окрузима Батрун и Џезин. Остале мање странке засноване на Маронитима добијају само мјесну подршку, укључујући покрет Марада, Националну либералну странку и Покрет за независност.

### Израел и Палестина
Људи рођени у хришћанским породицама или клановима који имају арамејско или маронитско културно насљеђе сматрају се етничком групом одвојеном од израелских Арапа и од 2014. могу се регистровати као Арамејци.
Поред тога, очекује се да ће се око 500 вјерника Сиријске католичке цркве у Израелу пријавити за поновни етнички статус, као и неколико стотина вјерника Сиријске јаковитске цркве који говоре арамејски. Иако је одлуку подржао Џибраил Надаф, потез је осудила Јерусалимска патријаршија, која га је описала као „покушај подјеле палестинске мањине у Израелу”.
Ово признање је дошло након 7 година дјелатности Арамејске хришћанске задужбине у Израелу на челу са мајором Цахала Шадијем Халулом Ришом и израелским Хришћанским регрутационом форумум на челу са Џибраилом Надафом из Јерусалимксе патријаршије и мајором Ихабом Шлајаном.

## Религија
Маронити су вјерници Антиохијске сиријске маронитске цркве, источна католичке цркве која користи западносиријски (антиохијски) обред, која своје поријекло води од Марона Сиријског, монаха из раног 4. вијека. Маронитска црква је успоставила пуну заједницу са Светом столицом 1180. године, иако је званичан став савремене Маронитске цркве да никада није прихватила монофизитска гледишта њених сиријских сусједа, која су осуђена Халкидонским сабором, или неуспјешну компромисну доктрину монотелитства (упркос огромним доказима о супротности посљедње тврдње који се налазе у савременим и средњовјековним изворима, са доказима да су они били непоколебљиви монителити неколико вијекова, почевши од раног 7. вијек након што су одбацили Трећи цариградски сабор). Традиционално сједиште маронитског патријарха је у Бкеркеу, сјеверно од Бејрута.
Маронитска црква припада сиријској хришћанској традицији и западносиријском обреду; класични сиријски је литургијски језик Маронитске цркве, заједно са арапским. Између 19. и 20. вијека, у оквиру Нахде и Мажара, многи маронитски интелектуалци допринијели су образовању савременог арапског идентитета и национализма. Кључне личности су Нагиб Азури, Амин Рихани и Халил Џибран. Јусеф-бег Карам, вођа Маронита током 19. вијека, у писму емиру Абедлкадиру охрабривао га је да ослободи све Арапе од Османског царства, а затим успостави арапски савез.
Током 20. вијека већина маронитске елите у Либану фаворизовала је развој првенствено либанског идентитета и његово одвајање од панарапског, у корист политике која би земљу приближила западном свијету. Неки либански интелектуалци, углавном Маронити, теоретизирали су феничанизам, који тврди да Либанци поријекло воде од Феничана. Кључне личности овог периода били су Шарл Корм, Мишел Чиха и Саид Акл. Акл и Етјен Сакр отишли су толико далеко да су износили антиарапске ставове. У својој књизи израелски писац Мордехај Нисан цитирао је Акла: „Одсјекао бих своју десну руку, а не би придружио Арапину.” Акл је вјеровао у наглашавање феничанског насљеђа Либана и заговарао је коришћење либанског дијалекта арапског језика писаног модификованих латиничким писмом, а не арапским писмом. Феничанизам још увијек оспоравају многи арапски научници који су повремено покушали да убиједе његове присталице да напусте своје тврдње као лажне и да умјесто тога пригрле и прихвате арапски идентитет. Од грађанског рата и Таифског споразума, либански феничанизам је ограничен на малу групу.
У специјалу Ал Џазире посвијећеном политичким хришћанским клановима Либана и њиховој борби за власт ина изборима 2009. под насловом „Либан: породични бизнис”, питање идентитета је покренуто у неколико наврата. Сами Жмајел је рекао да себе не сматра Арапином, него да се представља као сиријски хришћанин, објашњавајући да њему и многим Либанцима „прихватање” либанског „арапског идентитета” према Таифском споразума није нешто што су они „прихватили”, већ су били присиљени да потпишу. У говори пред гомилом присталица Катиба, Жмајел је изјавио да сматра да је важно да хришћани у Либану пронађу идентитет и наставио је да излаже оно са чиме сматра да се идентификује као либански хришћанин, закључивши намјерним изостављање арабизама у сегменту.
Маронитски ђакон Суби Макул, администратор маронитског егзархата у Јерусалиму, рекао је „Маронити су Арапи, ми смо дио арапског свијета. И иако је важно да оживимо наш језик и задржимо наше насљеђе, црква је веома отворено против кампање ових људи”. Сулејман Франжије, вођа покрета Марада, често је потврђивао припадност маронитске заједнице арапском свијету и важност њене привржености арабизму.
У Израелу, неки чланови мјесне маронитске заједнице усвојили су арамејски идентитет и организовали програме језичке ревитализације. Израелски министар унутрашњи послова је 2014. званично признао арамејски идентитет, дозвољавајући одређеним хришћанским породицама да региструју своју етничку припадност као „арамејску”, а не као „арапску” или „неодређену”. Незнатна већина Маронита у Израелу се изјашњава као Арапи; арапски идентитет преовлађује посебно међу младима и женама.